# Ail crénelé
Allium crenulatum
Espèce
Classification APG III (2009)
L'Ail crénelé (Allium crenulatum) est une espèce de plante vivace de la famille des Alliaceae présente dans le Nord-Ouest Pacifique.

## Habitat
L'ail crénelé est présent de l'Oregon jusque dans la province canadienne de Colombie-Britannique en passant par l'État de Washington. La plante est ainsi présente au sein du parc national Olympique. Son nom anglophone est d'ailleurs Olympic Onion en référence au mont Olympe, le point culminant du parc national, des montagnes Olympiques et de la péninsule Olympique.